# Volkswagen Sharan
El Volkswagen Sharan es un monovolumen del segmento D producido por la empresa Volkswagen Autoeuropa, filial del fabricante alemán Volkswagen, junto con su modelo derivado: el Ford Galaxy a partir de 1995. El nombre Sharan está derivado de una palabra persa que significa carruaje de los reyes.

## Historia
El proyecto en conjunto para desarrollar los Volkswagen Sharan y Ford Galaxy comenzó en 1991. El plan era para ambos fabricantes ingresar al segmento de mercado de los monovolúmenes en el mercado europeo, que en ese entonces estaba siendo dominado principalmente por el Renault Espace, mediante una asociación que les permitiría a ambas empresas el desarrollo de este vehículo sin el desembolso que significaría el desarrollarlo en solitario. Así, se constituye Autoeuropa, cuya sede se estableció en Palmela (localizada cerca de Lisboa, en Portugal). A finales de 1994 los resultados de esta asociación entre el Grupo Volkswagen y Ford Motor Company fueron presentados y su producción comenzó el 1 de mayo de 1995.
El grupo Volkswagen posteriormente ideó un tercer modelo para impulsar su marca española SEAT, mismo que se presenta en marzo de 1996, comercializándolo bajo el nombre de SEAT Alhambra junto con el Sharan. Los Sharan, Alhambra y Galaxy aunaron el diseño y tecnología de dos compañías automotrices distintas en un solo vehículo. En la primera versión se aprecia una estética que recuerda tanto al Ford Mondeo, y un poco como al Volkswagen Passat Variant, pudiendo encajar visualmente dentro de la gama Volkswagen, solamente a partir del primer rediseño realizado en el año 2000, en que cada uno de los modelos presentó una mayor diferenciación estética, por lo que el Sharan comenzó a verse similar tanto interior como exteriormente a modelos como el Volkswagen Passat y el Volkswagen Jetta IV. En el caso del Galaxy, este rediseño le trajo consigo algunos trazos del diseño de Ford llamado New Edge Design.

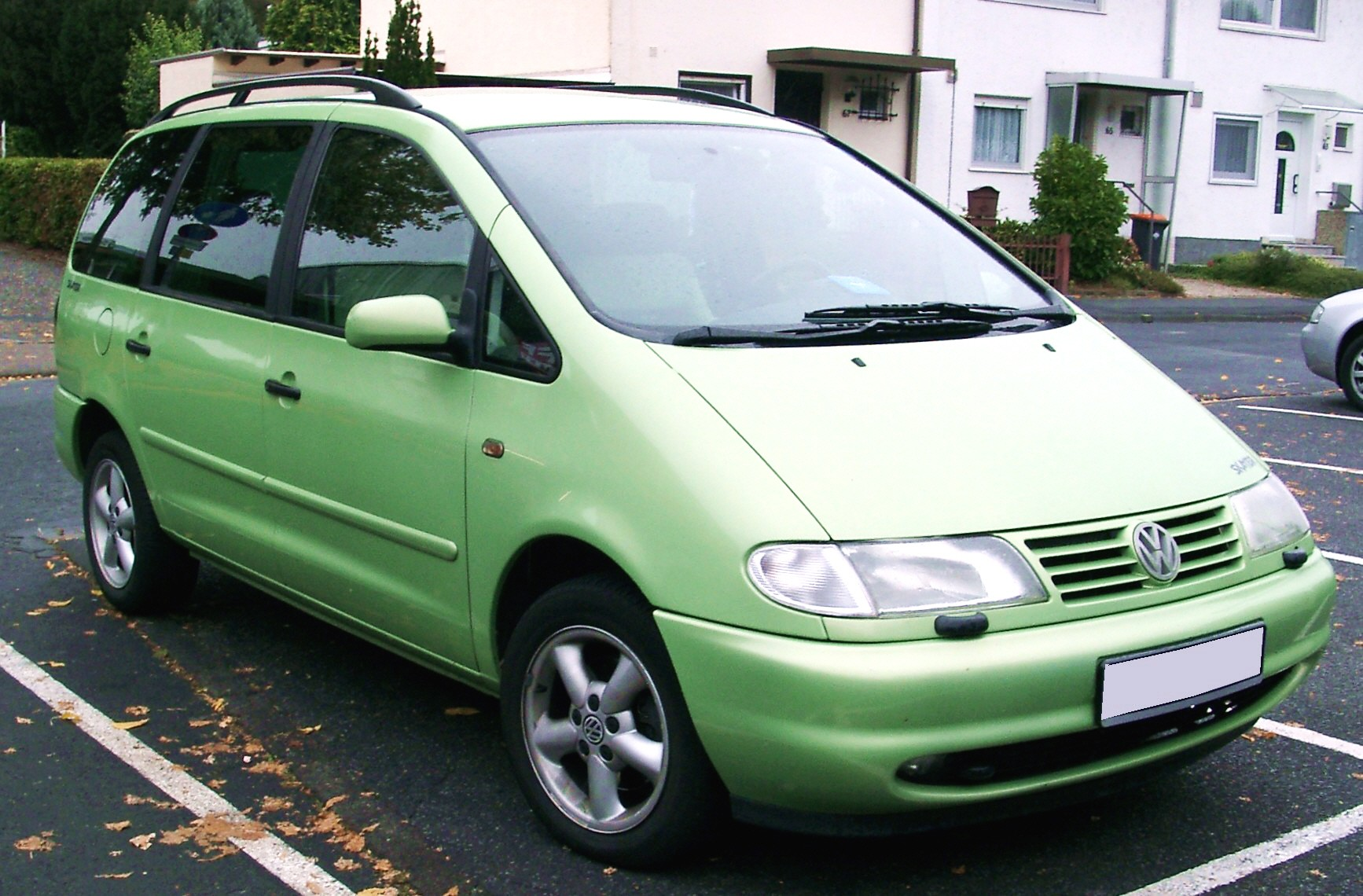
Volkswagen Sharan (primera generación).
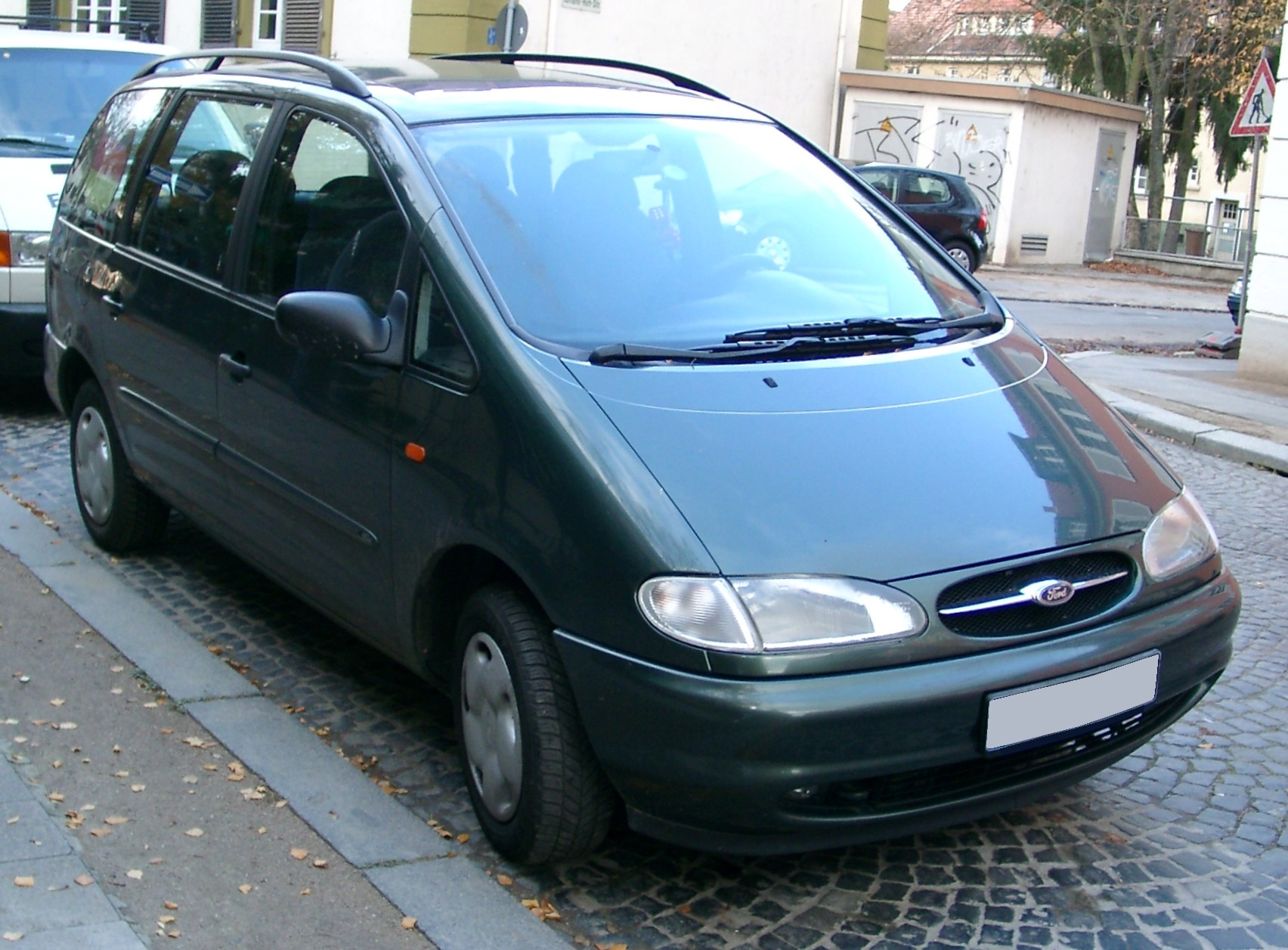
Ford Galaxy (Europa, primera generación).
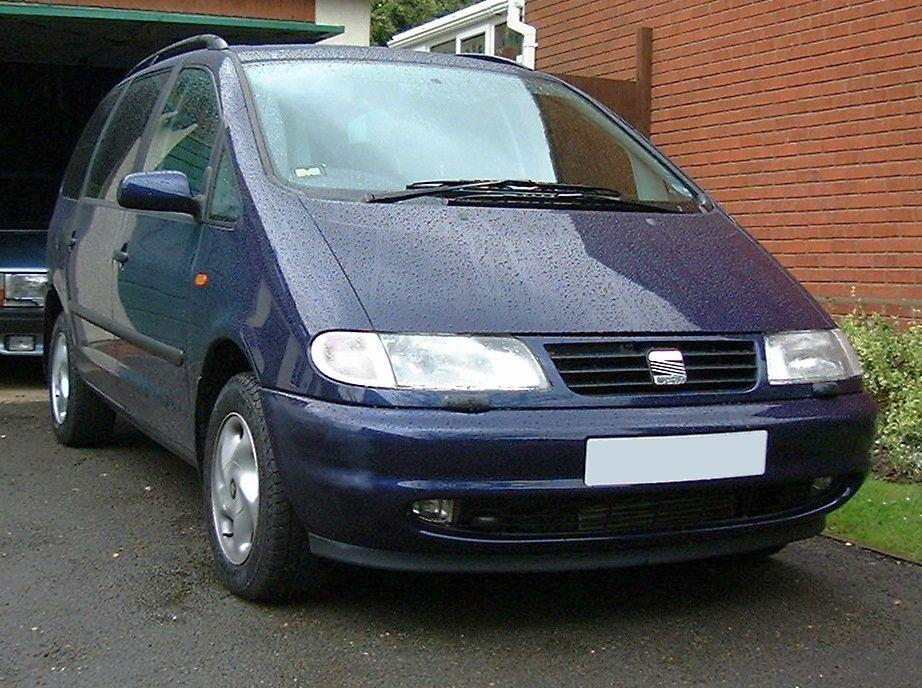
SEAT Alhambra (primera generación).
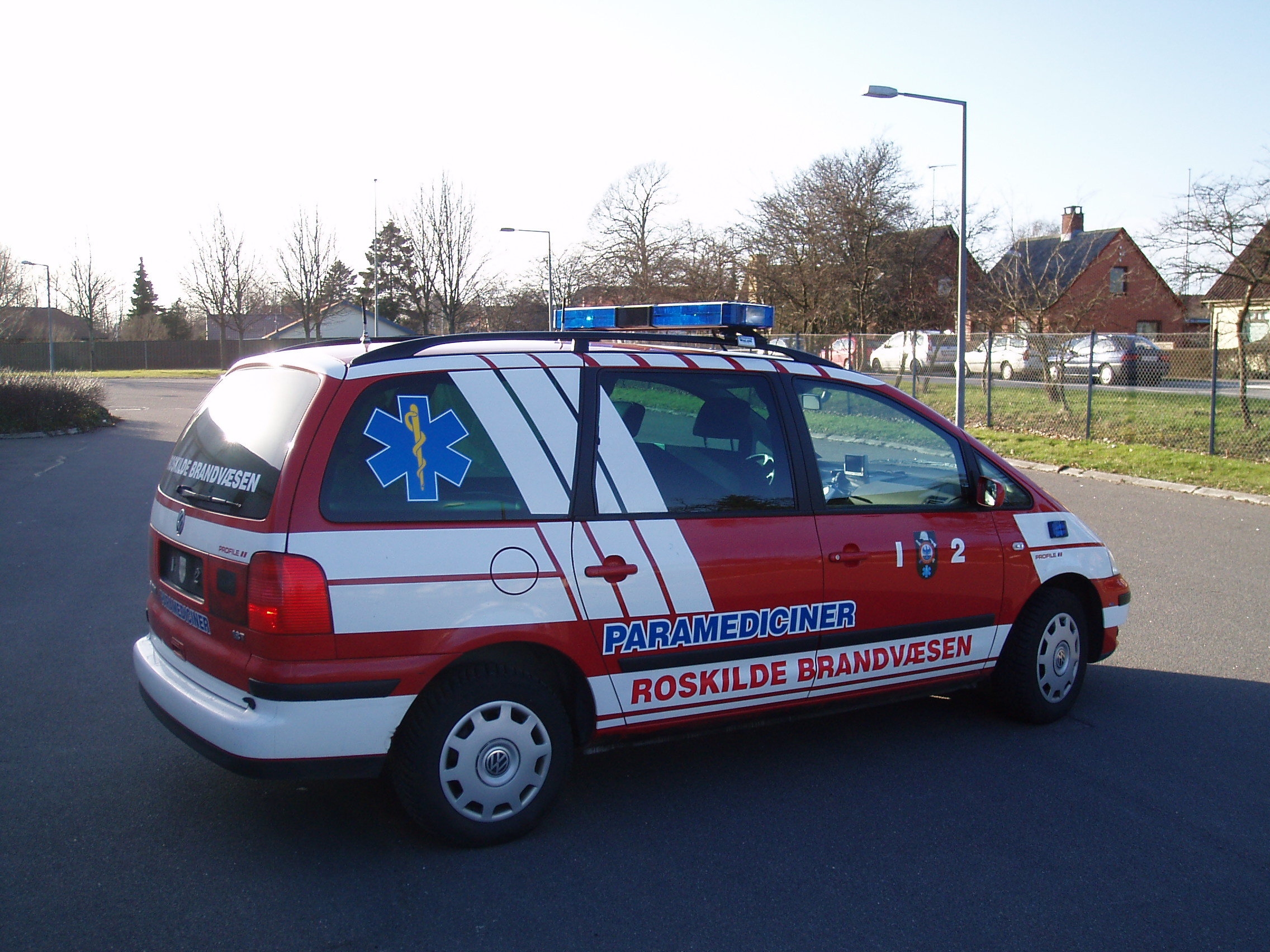
Volkswagen Sharan ambulancia.
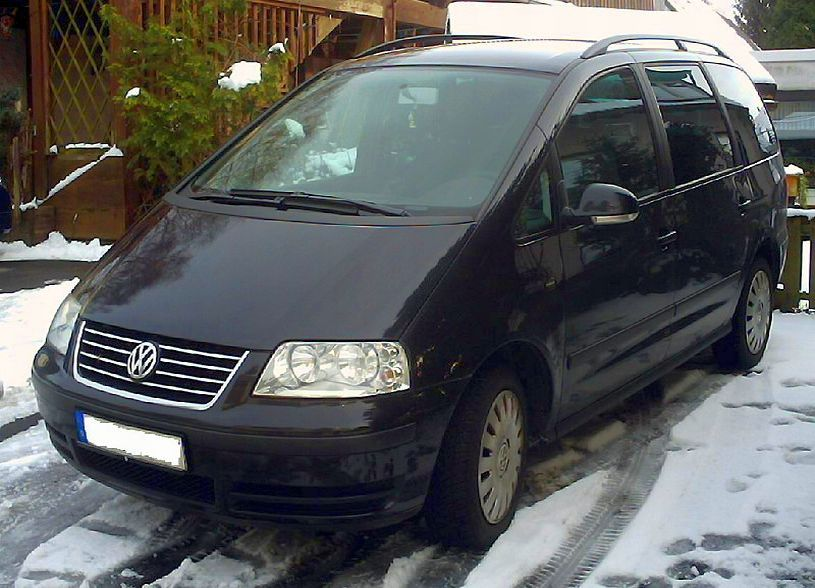
Volkswagen Sharan Trendline 2008.
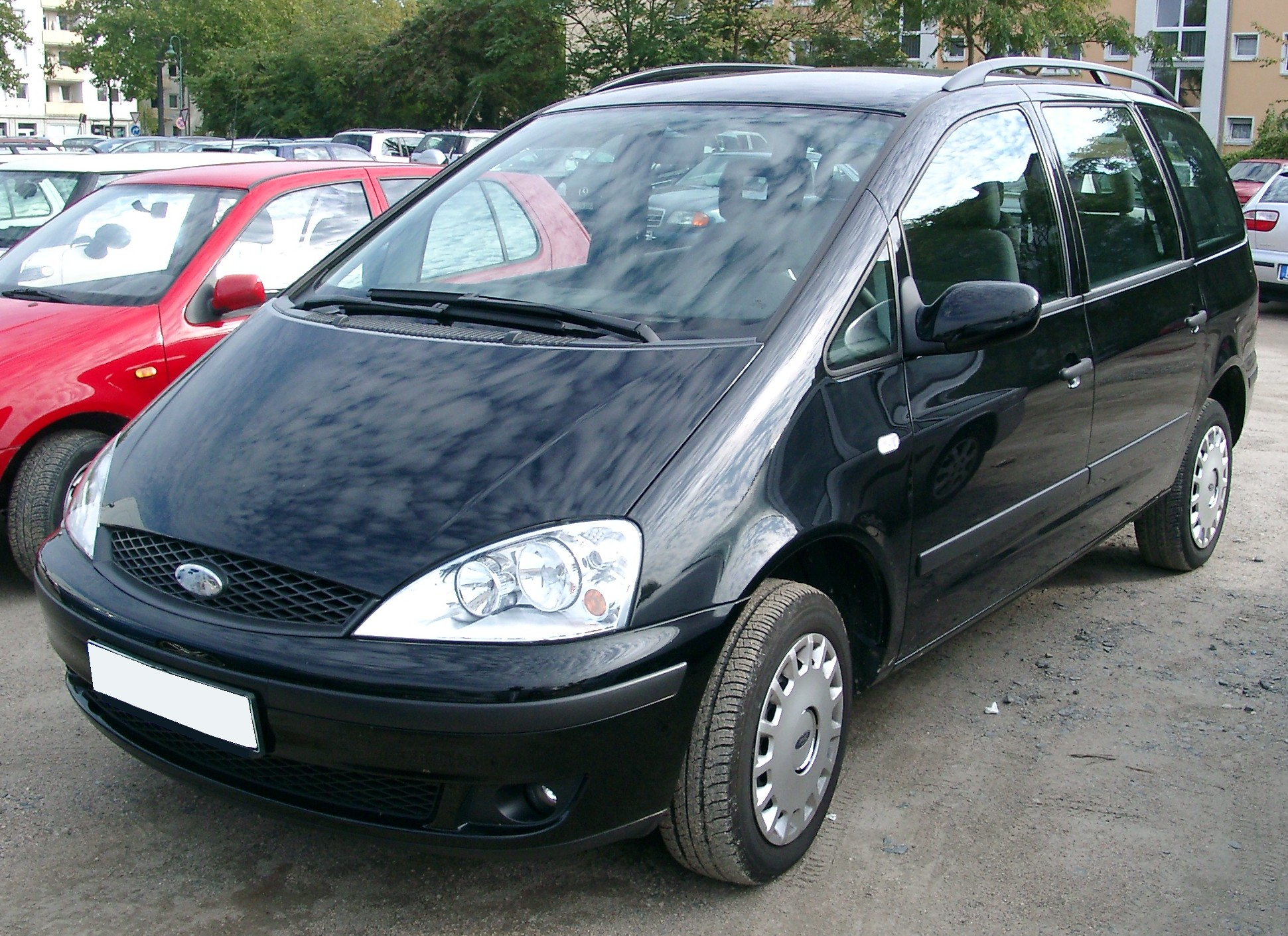
Ford Galaxy 2002.
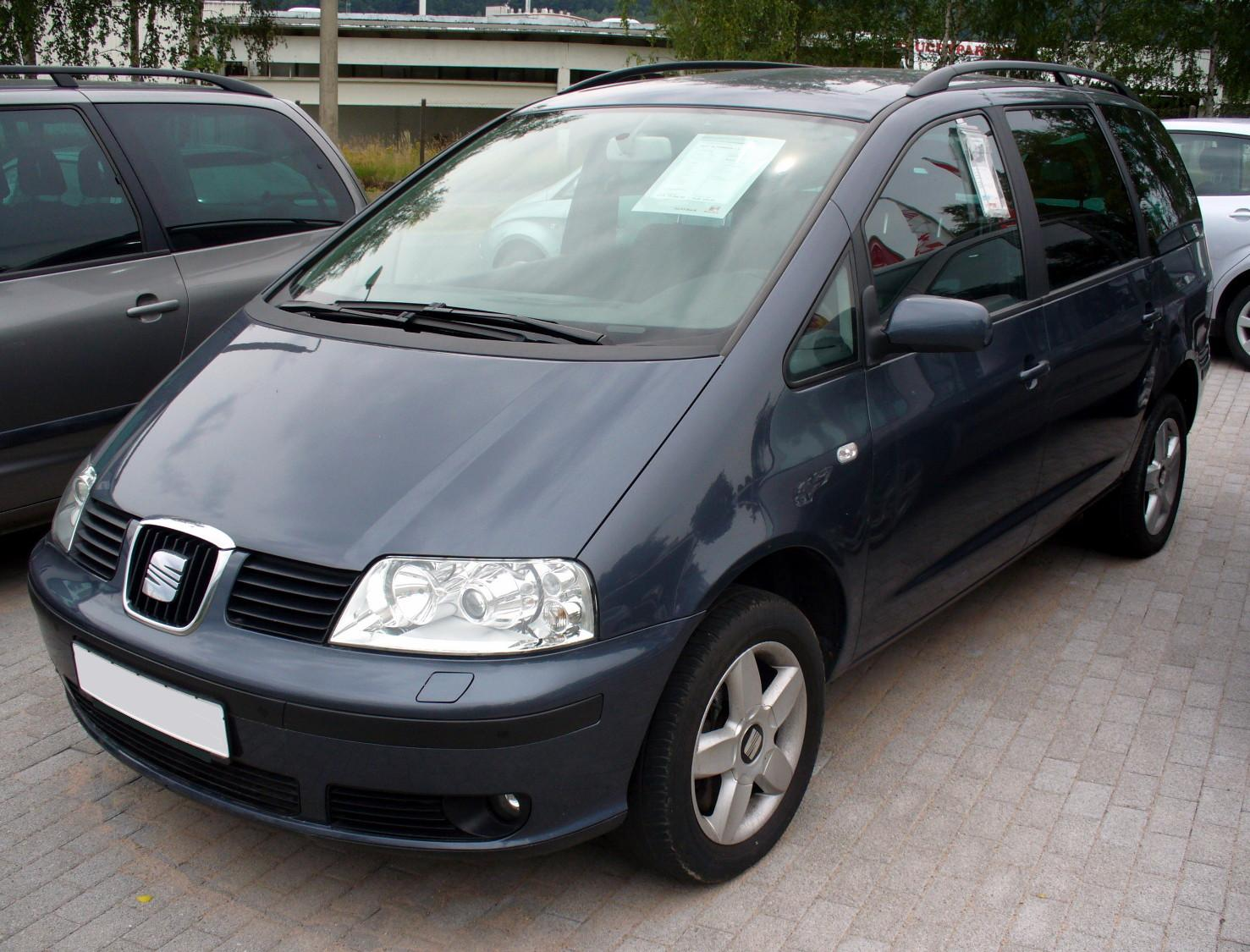
SEAT Alhambra Sport 2008.
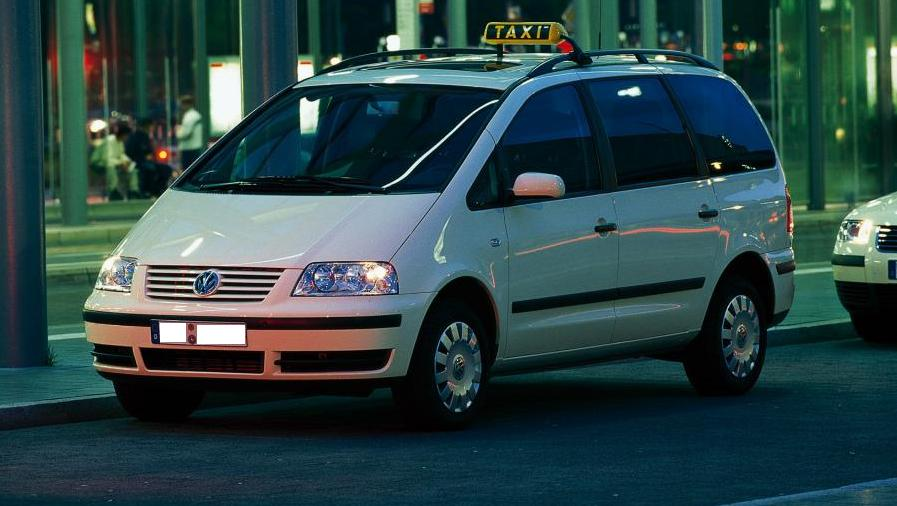
Volkswagen Sharan Taxi.

Muchos componentes de estos modelos fueron desarrollados por Volkswagen, al igual que esta marca también contribuyó con partes mancomunadas con otros modelos del grupo, como los motores TDI y V6, mientras que Ford contribuyó con componentes de la suspensión del Ford Mondeo de primera generación que también fueron utilizados en estos monovolúmenes. Es interesante mencionar que algunas de estas piezas de Volkswagen se encuentran en otros modelos de Ford, como en el Mondeo de segunda generación, al menos en una forma modificada. Uno de estos componentes es la luz direccional lateral, que fue utilizada en las últimas versiones del Volkswagen Golf de tercera generación, este mismo, sería utilizado más adelante en modelos como el Ford Fiesta y el Ford Focus.
En diciembre de 1999, Ford vende a Volkswagen su porcentaje de las acciones de Autoeuropa después de que decidiese desarrollar el sustituto del Ford Galaxy por sí misma en aras de buscar una mayor diferenciación, y en virtud de que ambos fabricantes tuvieron desacuerdos en lo que serían las dimensiones del sucesor de estos modelos.
La cooperación entre el grupo Volkswagen con Ford Motor Company concluyó en 2006, y el último Ford Galaxy salió de las líneas de producción de Autoeuropa a fines de 2005. La nueva generación que se comercializa a partir de 2006 fue desarrollada por Ford en su totalidad, y por tanto, la producción del Ford Galaxy se muda a Limburgo, Bélgica, dejando a la planta de Palmela dedicada en exclusividad a la producción del Sharan y del SEAT Alhambra.
El Sharan no se comercializa en los Estados Unidos y Canadá. Originalmente esto se debió a un acuerdo entre Ford y Volkswagen, en el cual la segunda se comprometió a dejar esos mercados libres para el Ford Aerostar, que sería su competencia en dicha región. Más recientemente, Volkswagen decidió nuevamente no introducir el Sharan en estos mercados y cancelar el proyecto basado en el prototipo Volkswagen Microbús, para, en lugar de eso, firmar un convenio con Chrysler para el suministro del Volkswagen Routan basado en el Chrysler Town and Country, que es un tipo de monovolumen más adecuado al gusto de dichos mercados. En México, debido al dominio en el mercado de los monovolúmenes de origen japonés y estadounidense, de tamaño considerablemente mayor que el Sharan, este está siendo reemplazado en estos días por el Volkswagen Routan de manufactura canadiense.

## Primera generación (1995-2010, código 7M8)

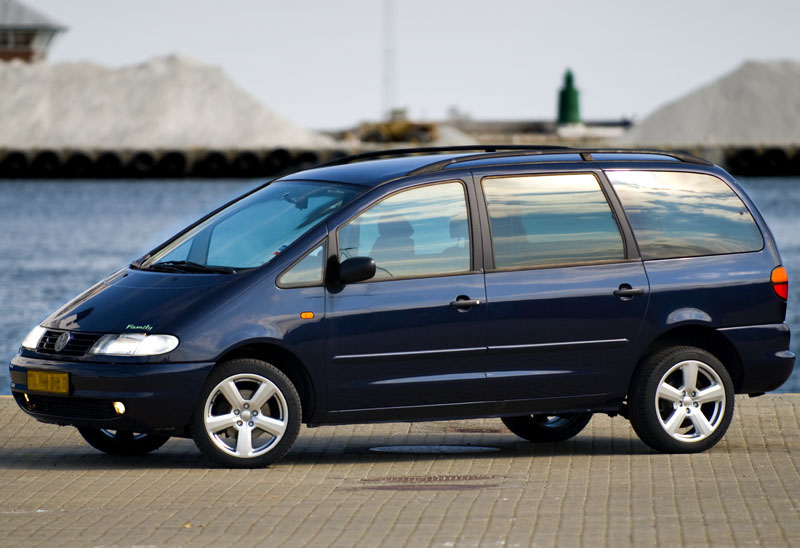
Volkswagen Sharan primera generación, Edición Family.

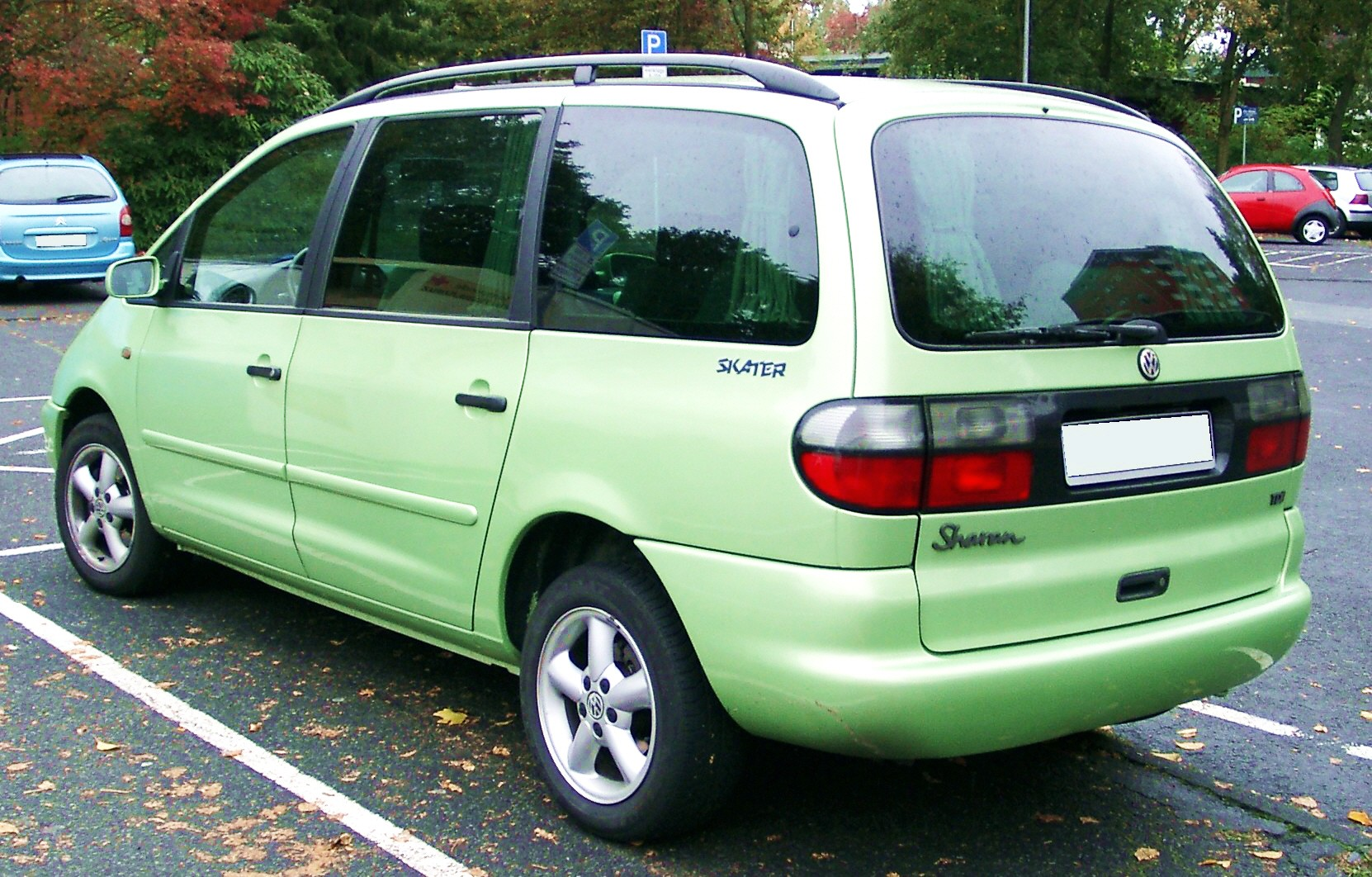
Vista posterior Volkswagen Sharan primera generación, Edición limitada Skater, solo se fabricaría en 2 colores de carrocería verde pistacho o azul marino.

En las pruebas realizadas por la EuroNCAP al Sharan, éste recibió una puntuación de tres estrellas de seguridad en 1999.

### Premios
- 1999 Auto Express New Car Honours - Best MPV
- 1998 Top Gear Revista Top Cars - Best People Carrier (Empate)
- 1996 Premios What Car - Best People Carrier (Empate)
- 1996 Premios Auto Express - Best People Carrier (Empate)

### Primer rediseño (2000-2004, código 7M9)

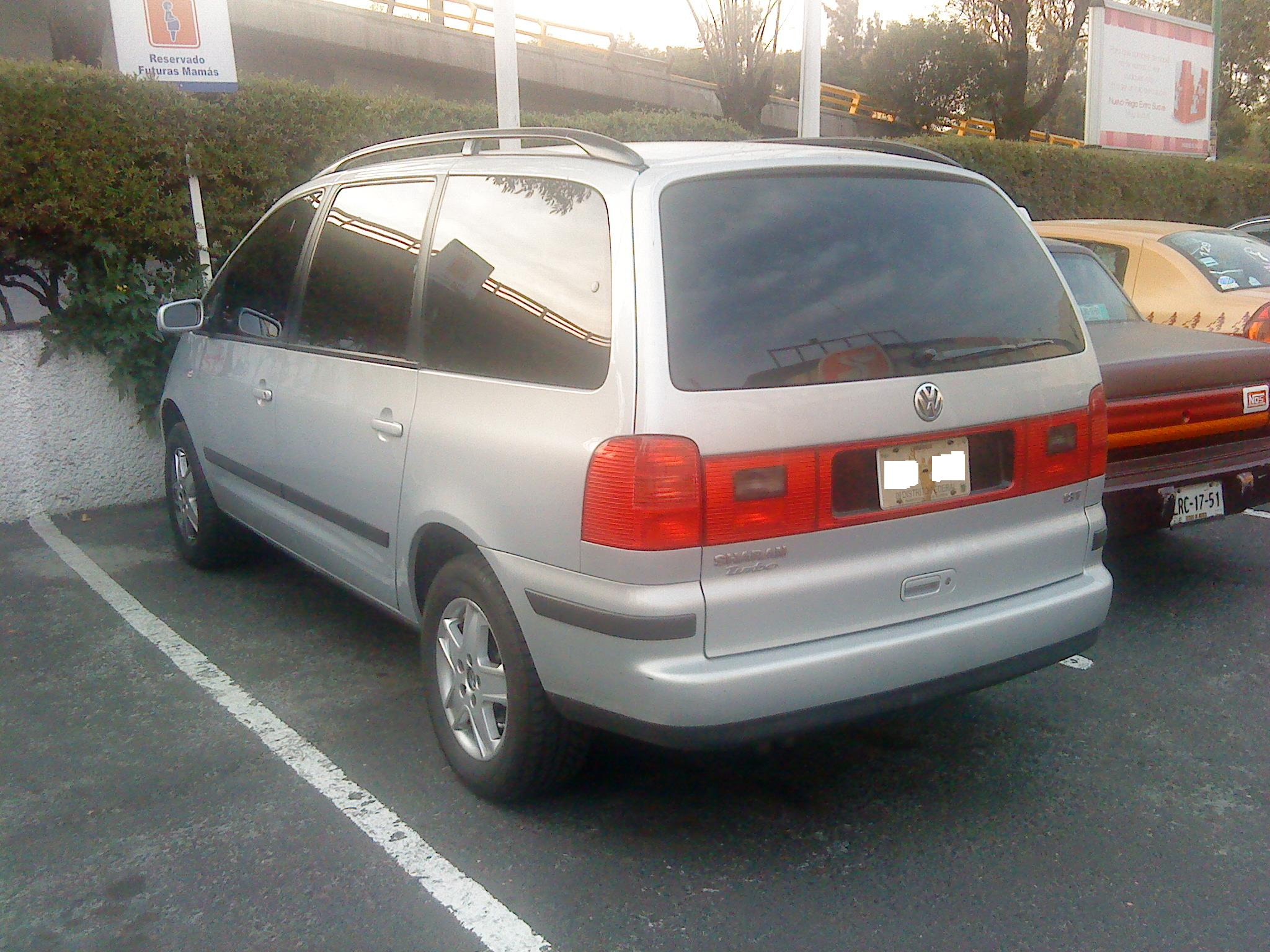
Volkswagen Sharan con el primer rediseño. Vista posterior.

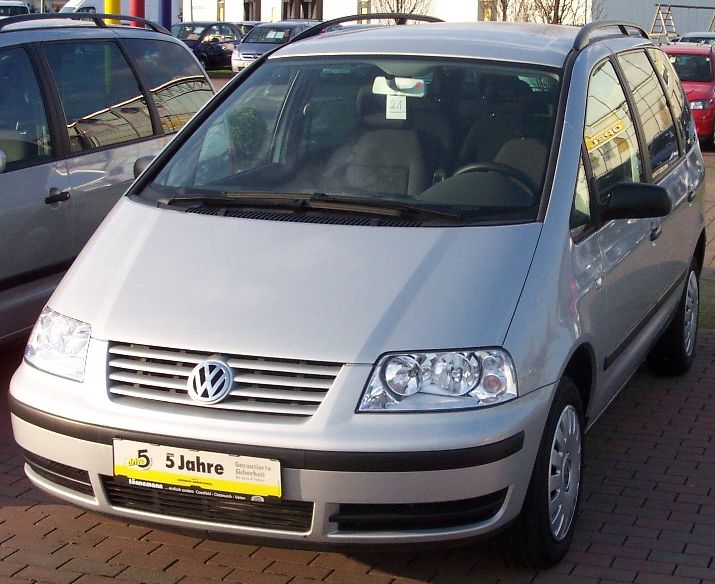
Volkswagen Sharan con el primer rediseño. Vista frontal.

El Sharan y sus hermanos recibieron un rediseño extensivo en el año 2000. Con éste, Volkswagen alargó la distancia entre ejes en 6 mm, igualmente las entrevías frontal y posterior fueron incrementadas, y en el renglón estético se le dio el aire de familia de Volkswagen similar a otros modelos de la época como el Jetta A4 (Bora), y el Passat B5. 

#### Premios
- 2000 Auto Express New Car Honours - Best MPV

### Segundo rediseño (2004-2010, código 7M6)

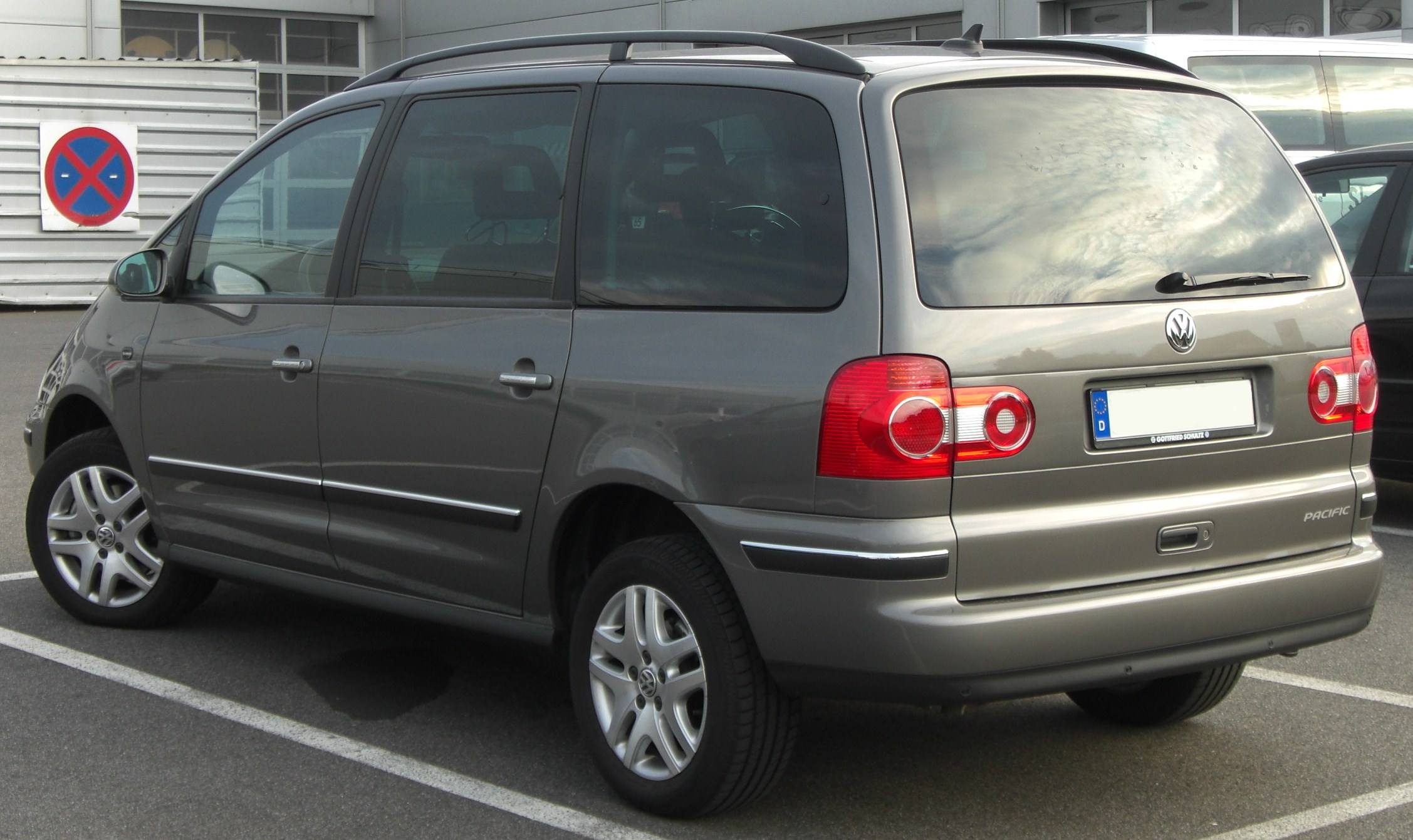
Volkswagen Sharan Segundo rediseño, los cambios más apreciables son las ópticas posteriores.

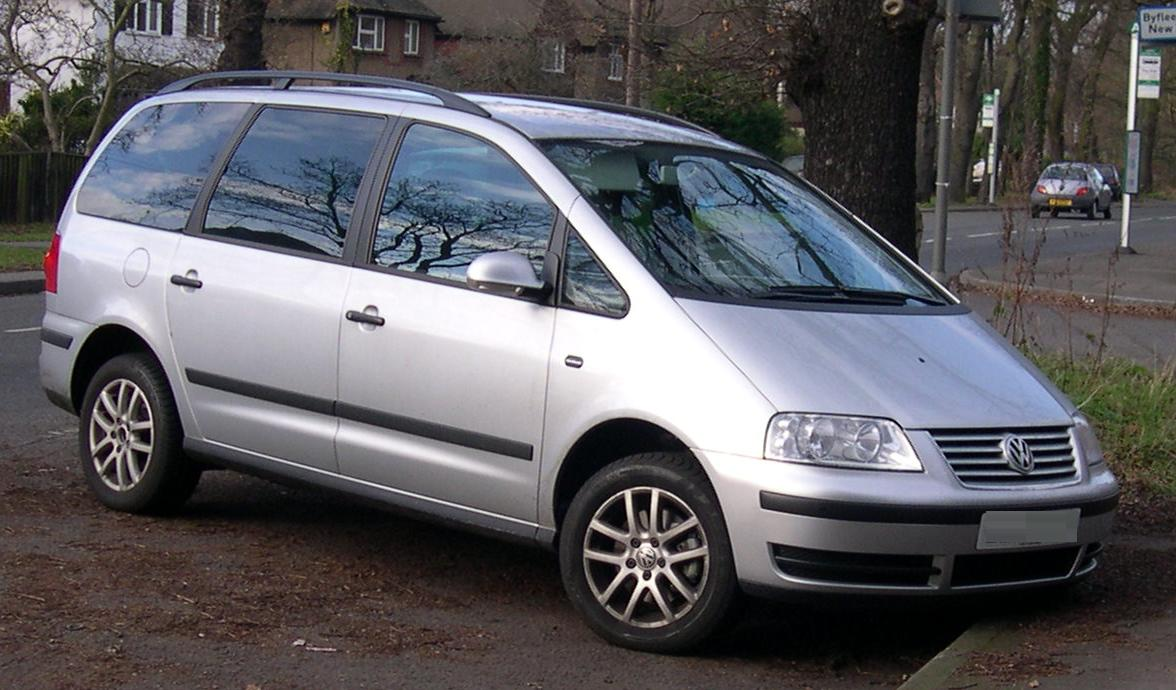
Volkswagen Sharan Segundo rediseño. Vista frontal.

Un segundo rediseño fue llevado a cabo para el modelo 2004, presentándose en septiembre de 2003. Este consistió en añadir ciertos detalles estéticos como acentos cromados en parrilla y molduras, y luces traseras con elementos redondos al estilo de los Volkswagen de la época. En el renglón de equipamiento se añadieron los airbags de cortina y se mejoraron los sistemas de aire acondicionado. 
En 2007, la producción anual del Sharan es de aproximadamente 50.000 unidades. Se comercializa en Europa, Sudáfrica, así como en algunos países de las regiones Asia-Pacífico y América Latina. En el mercado alemán, es posible encontrar el Sharan en múltiples niveles de equipo como Sharan Trendline, Sharan Comfortline, Sharan Sportline y Sharan Highline. Igualmente se encuentran disponibles las versiones de edición limitada: Sharan United, Sharan Special y Sharan Exclusive Edition. En México, donde se introdujo en 2002, con la finalidad de sustituir en parte a la Volkswagen Combi de pasajeros, el Sharan estuvo disponible únicamente con el motor 4 cilindros 1.8 L Turbo de 150 CV asociado a la caja de cambios automática Tiptronic de 5 velocidades en versión Sharan Comfortline. Fue sustituido en noviembre de 2008 por el Volkswagen Routan. En Argentina el Sharan continúa comercializándose con los motores 1.8 L Turbo de 150 CV, y el 1.9 L TDI de 115 CV tanto con caja de cambios manual de 6 velocidades como con la automática Tiptronic de 5 velocidades, éstas cuatro variantes mecánicas se comercializan con el nivel de acabado Sharan Trendline.

### Motorizaciones
| Periodo                        | 1997-2000                                         | 2000-2010                                         | 1995-2000                                         | 2000-2010                                         | 2006-2010             | 1995-2000                                         | 2000-2010                                         |
| Tipo de motor                  | L4 20v, turbo                                     | L4 20v, turbo                                     | L4 8v                                             | L4 8v                                             | L4 8v                 | V6 12v                                            | V6 24v                                            |
| Identificación del motor       | AJH                                               | AWC                                               | ADY                                               | ATM                                               | ATM                   | AAA/AMY                                           | AYL                                               |
| Diámetro x carrera             | 81.0 mm x 86.4 mm                                 | 81.0 mm x 86.4 mm                                 | 82.5 mm x 92.8 mm                                 | 82.5 mm x 92.8 mm                                 | 82.5 mm x 92.8 mm     | 81.0 mm x 90.3 mm                                 | 81.0 mm x 90.3 mm                                 |
| Cilindrada                     | 1781 cm³                                          | 1781 cm³                                          | 1984 cm³                                          | 1984 cm³                                          | 1984 cm³              | 2792 cm³                                          | 2792 cm³                                          |
| Relación de compresión         | 9.5: 1                                            | 9.5: 1                                            | 10.0: 1                                           | 10.5: 1                                           | 10.5: 1               | 10.0: 1                                           | 10.7: 1                                           |
| Potencia máxima: CV (kW) @ rpm | 150 CV (110 kW) @ 5700                            | 150 CV (110 kW) @ 5800                            | 115 CV (85 kW) @ 5000                             | 115 CV (85 kW) @ 5200                             | 103 CV (76 kW) @ 5200 | 174 CV (128 kW) @ 5800                            | 204 CV (150 kW) @ 6200                            |
| Par máximo: Nm @ rpm           | 210 Nm @ 1750-4600                                | 220 Nm @ 1800-4300                                | 170 Nm @ 2400                                     | 170 Nm @ 2600                                     | 149 Nm @ 2600         | 235 Nm @ 4200                                     | 265 Nm @ 3400                                     |
| Tracción                       | Delantera                                         | Delantera                                         | Delantera                                         | Delantera                                         | Delantera             | Delantera / Total                                 | Delantera / Total                                 |
| Transmisión                    | Manual, 5 velocidades / Automática, 4 velocidades | Manual, 6 velocidades / Automática, 5 velocidades | Manual, 5 velocidades / Automática, 4 velocidades | Manual, 6 velocidades / Automática, 4 velocidades | Manual, 6 velocidades | Manual, 5 velocidades / Automática, 4 velocidades | Manual, 6 velocidades / Automática, 5 velocidades |
| Aceleración (0-100 km/h)       | 12.0 s                                            | 10.9 s                                            | 15.4 s                                            | 15.2 s                                            | 16.0 s                | 11.0 s                                            | 9.9 s                                             |
| Velocidad máxima               | 194 km/h                                          | 199 km/h                                          | 177 km/h                                          | 177 km/h                                          | 174 km/h              | 199 km/h                                          | 217 km/h                                          |
| Consumo combinado (L/100 km/h) | 10.1                                              | 9.4                                               | 9.9                                               | 9.4                                               | 13.0                  | 11.8                                              | 10.5                                              |

| Periodo                        | 1995-1996                       | 1996-2000                       | 1996-2000                                         | 1999-2006                                       | 2000-2010                                         | 2002-2005                                       | 2005-2007                                       | 2005-2010                                       | 2008-2010                                       |
| Tipo de motor                  | L4 8v, inyección directa, turbo | L4 8v, inyección directa, turbo | L4 8v, inyección directa, turbo                   | L4 8v, inyección directa, inyector-bomba, turbo | L4 8v, inyección directa, inyector-bomba, turbo   | L4 8v, inyección directa, inyector-bomba, turbo | L4 8v, inyección directa, inyector-bomba, turbo | L4 8v, inyección directa, inyector-bomba, turbo | L4 8v, inyección directa, inyector-bomba, turbo |
| Identificación del motor       | 1Z                              | AHU                             | AFN/AVG                                           | ANU                                             | AUY/BVK                                           | ASZ                                             | BTB                                             | BRT                                             | BRT                                             |
| Diámetro x carrera             | 79.5 mm x 95.5 mm               | 79.5 mm x 95.5 mm               | 79.5 mm x 95.5 mm                                 | 79.5 mm x 95.5 mm                               | 79.5 mm x 95.5 mm                                 | 79.5 mm x 95.5 mm                               | 79.5 mm x 95.5 mm                               | 81.0 mm x 99.5 mm                               | 81.0 mm x 99.5 mm                               |
| Cilindrada                     | 1896 cm³                        | 1896 cm³                        | 1896 cm³                                          | 1896 cm³                                        | 1896 cm³                                          | 1896 cm³                                        | 1896 cm³                                        | 1968 cm³                                        | 1968 cm³                                        |
| Relación de compresión         | 19.5: 1                         | 19.5: 1                         | 19.5: 1                                           | 18.0: 1                                         | 18.0: 1                                           | 19.0: 1                                         | 18.5: 1                                         | 18.5: 1                                         | 18.5: 1                                         |
| Potencia máxima: CV (kW) @ rpm | 90 CV (66 kW) @ 4000            | 90 CV (66 kW) @ 4000            | 110 CV (81 kW) @ 4150                             | 90 CV (66 kW) @ 4000                            | 115 CV (85 kW) @ 4000                             | 130 CV (96 kW) @ 4000                           | 150 CV (110 kW) @ 4000                          | 140 CV (103 kW) @ 4000                          | 140 CV (103 kW) @ 4000                          |
| Par máximo: Nm @ rpm           | 202 Nm @ 1900                   | 210 Nm @ 1900                   | 235 Nm @ 1900                                     | 240 Nm @ 1900                                   | 310 Nm @ 1900                                     | 310 Nm @ 1900                                   | 310 Nm @ 1900                                   | 310 Nm @ 1900-2500                              | 310 Nm @ 1900-2500                              |
| Tracción                       | Delantera                       | Delantera                       | Delantera                                         | Delantera                                       | Delantera / Total                                 | Delantera                                       | Delantera                                       | Delantera                                       | Delantera                                       |
| Transmisión                    | Manual, 5 velocidades           | Manual, 5 velocidades           | Manual, 5 velocidades / Automática, 4 velocidades | Manual, 6 velocidades                           | Manual, 6 velocidades / Automática, 5 velocidades | Manual, 6 velocidades                           | Manual, 6 velocidades                           | Manual, 6 velocidades                           | Manual, 6 velocidades                           |
| Aceleración 0–100 km/h         | 19.3 s                          | 19.3 s                          | 16.4 s                                            | 17.2 s                                          | 13.7 s                                            | 12.8 s                                          | 11.9 s                                          | 12.2 s                                          | 11.9 s                                          |
| Velocidad máxima               | 160 km/h                        | 160 km/h                        | 172 km/h                                          | 164 km/h                                        | 181 km/h                                          | 188 km/h                                        | 199 km/h                                        | 192 km/h                                        | 195 km/h                                        |
| Consumo combinado (L/100 km/h) | 7.0                             | 6.6                             | 6.5                                               | 6.4                                             | 6.3                                               | 6.2                                             | 6.3                                             | 6.6                                             | 6.0                                             |

## Segunda generación (2010-2022)

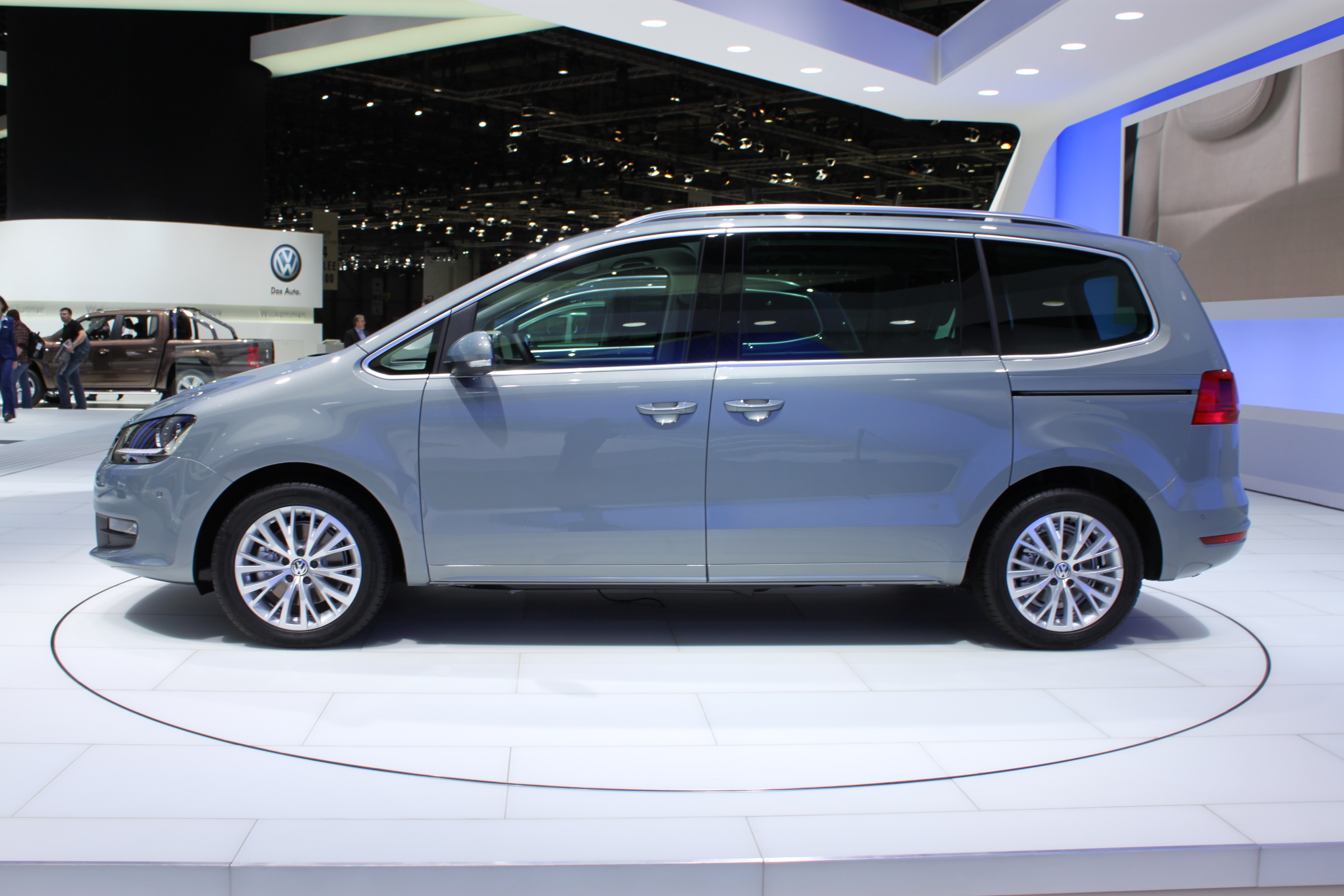
La segunda generación del Volkswagen Sharan en el Salón del Automóvil de Ginebra de 2010. Vista lateral.

Los Sharan y Alhambra continúan en producción en Portugal, casi cinco años después del lanzamiento del nuevo Ford Galaxy, cuya producción concluyó en 2005. La razón de esta demora fue que el proyecto Microbús estaba en la indecisión, ya que el Sharan compartiría la plataforma con dicho vehículo. Ahora que dicho proyecto fue cancelado, la nueva generación del Sharan se desarrolló a partir de la plataforma del Passat. El lanzamiento oficial de la segunda generación del Sharan se presentó en el Salón Internacional del Automóvil de Ginebra de 2010.

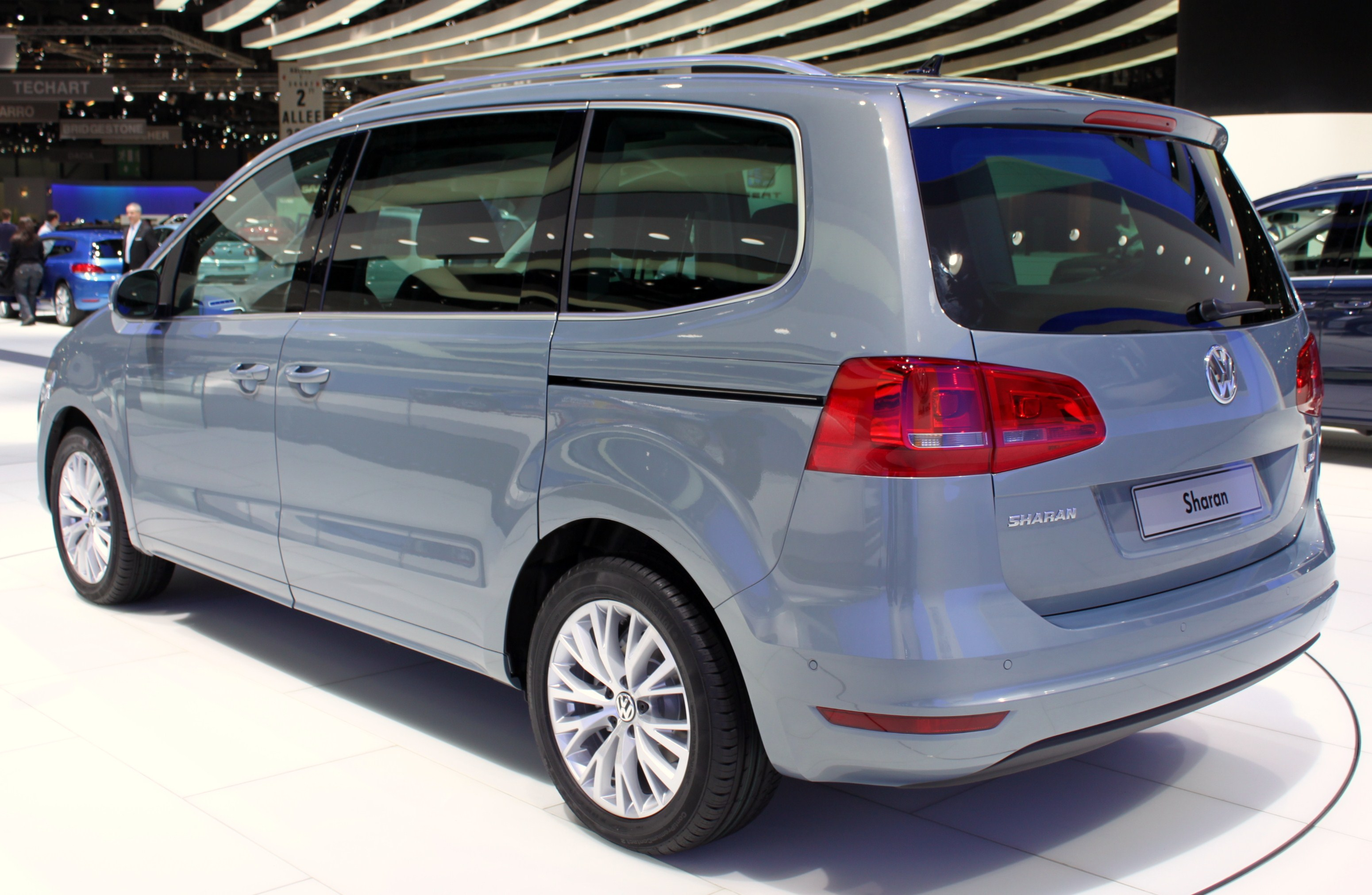
La segunda generación del Volkswagen Sharan en el Salón del Automóvil de Ginebra de 2010. Vista posterior.

Esta nueva generación del Sharan es producida en la fábrica de AutoEuropa, en Palmela (Portugal), junto con el Volkswagen Eos y el Volkswagen Scirocco. Este es el primer modelo fabricado con la nueva plataforma MQB. Esta nueva generación conserva únicamente el nombre de la generación anterior. En comparación con la primera generación, el nuevo Sharan es 220 mm más largo, 92 mm ancho y perdió 12 mm en su altura total, mientras que su distancia entre ejes fue alargada en 75 mm. El peso fue reducido en promedio en 30 kg. El rango inicial de motores comprende el motor 1.4 L TSI (148 CV) y el 2.0 L TFSI (200 CV) de gasolina, además de dos motores 2.0 L TDI, con potencias de 140 y 177 CV. Una de las diferencias más evidentes de esta nueva generación es el hecho de que sus puertas traseras son deslizables, en contra de las puertas más tradicionales de la primera generación.

### Motorizaciones
| Periodo                        | 2010-2015                                         | 2015-presente                                     | 2010-2015                        | 2015-presente                    |           |
| Tipo de motor                  | L4 16v, inyección directa, turbo, compresor       | L4 16v, inyección directa, turbo                  | L4 16v, inyección directa, turbo | L4 16v, inyección directa, turbo |           |
| Identificación del motor       | CTHA                                              | CZDA                                              | CCZA                             | DEDA                             |           |
| Diámetro x carrera             | 76.5 mm x 75.6 mm                                 | 74.5 mm x 80.0 mm                                 | 82.5 mm x 92.8 mm                | 82.5 mm x 92.8 mm                |           |
| Cilindrada                     | 1390 cm³                                          | 1395 cm³                                          | 1984 cm³                         | 1984 cm³                         |           |
| Relación de compresión         | 10:0: 1                                           | 10:0: 1                                           | 9.8: 1                           | 9.6: 1                           |           |
| Potencia máxima: CV (kW) @ rpm | 150 CV (110 kW) @ 5800                            | 150 CV (110 kW) @ 5000-6000                       | 200 CV (147 kW) @ 5100           | 220 CV (162 kW) @ 4500-6200      |           |
| Par máximo: Nm @ rpm           | 240 Nm @ 1750-4000                                | 250 Nm @ 1500-3500                                | 280 Nm @ 1700-5000               | 350 Nm @ 1500-4400               |           |
| Tracción                       | Delantera                                         | Delantera                                         | Delantera                        | Delantera                        | Delantera |
| Transmisión                    | Manual, 6 velocidades / Automática, 6 velocidades | Manual, 6 velocidades / Automática, 6 velocidades | Automática, 6 velocidades        | Automática, 6 velocidades        |           |
| Peso                           | 1723 kg                                           | 1703 kg                                           | 1796 kg                          | 1790 kg                          |           |
| Aceleración (0-100 km/h)       | 10.7 s                                            | 9.9 s                                             | 8.3 s                            | 7.8 s                            |           |
| Velocidad máxima               | 197 km/h                                          | 200 km/h                                          | 221 km/h                         | 226 km/h                         |           |
| Consumo combinado (L/100 km/h) | 7.2                                               | 6.4                                               | 8.4                              | 7.2                              |           |

| Periodo                        | 2011-2015                                     | 2015-presente                                 | 2010-2015                                         | 2015-presente                                     | 2010-2012                                         | 2013-2015                                         | 2015-presente                                     |
| Tipo de motor                  | L4 16v, inyección directa, common-rail, turbo | L4 16v, inyección directa, common-rail, turbo | L4 16v, inyección directa, common-rail, turbo     | L4 16v, inyección directa, common-rail, turbo     | L4 16v, inyección directa, common-rail, turbo     | L4 16v, inyección directa, common-rail, turbo     | L4 16v, inyección directa, common-rail, turbo     |
| Identificación del motor       | CFFE                                          | CUVA                                          | CFFB                                              | CUVC                                              | CFGB                                              | CFGC                                              | CUWA                                              |
| Diámetro x carrera             | 81.0 mm x 95.5 mm                             | 81.0 mm x 95.5 mm                             | 81.0 mm x 95.5 mm                                 | 81.0 mm x 95.5 mm                                 | 81.0 mm x 95.5 mm                                 | 81.0 mm x 95.5 mm                                 | 81.0 mm x 95.5 mm                                 |
| Cilindrada                     | 1968 cm³                                      | 1968 cm³                                      | 1968 cm³                                          | 1968 cm³                                          | 1968 cm³                                          | 1968 cm³                                          | 1968 cm³                                          |
| Relación de compresión         | 16.5: 1                                       | 16.5: 1                                       | 16.5: 1                                           | 16.5: 1                                           | 16.5: 1                                           | 16.5: 1                                           | 16.5: 1                                           |
| Potencia máxima: CV (kW) @ rpm | 115 CV (85 kW) @ 4200                         | 115 CV (85 kW) @ 3500                         | 140 CV (103 kW) @ 4200                            | 150 CV (110 kW) @ 3500                            | 170 CV (125 kW) @ 4200                            | 177 CV (130 kW) @ 4200                            | 184 CV (135 kW) @ 3500-4000                       |
| Par máximo: Nm @ rpm           | 280 Nm @ 1750-2750                            | 280 Nm @ 1750-3000                            | 320 Nm @ 1750-2500                                | 340 Nm @ 1750-3000                                | 350 Nm @ 1750-2500                                | 380 Nm @ 1750-2500                                | 380 Nm @ 1750-3000                                |
| Tracción                       | Delantera                                     | Delantera                                     | Delantera / Total                                 | Delantera / Total                                 | Delantera                                         | Delantera                                         | Delantera / Total                                 |
| Transmisión                    | Manual, 6 velocidades                         | Manual, 6 velocidades                         | Manual, 6 velocidades / Automática, 6 velocidades | Manual, 6 velocidades / Automática, 6 velocidades | Manual, 6 velocidades / Automática, 6 velocidades | Manual, 6 velocidades / Automática, 6 velocidades | Manual, 6 velocidades / Automática, 6 velocidades |
| Peso                           | 1772 kg                                       | 1772 kg                                       | 1774-1891 kg                                      | 1772-1891 kg                                      | 1794-1803 kg                                      | 1800-1804 kg                                      | 1800-1923 kg                                      |
| Aceleración 0–100 km/h         | 12.6 s                                        | 12.6 s                                        | 10.9-11.4 s                                       | 10.3-10.6 s                                       | 9.5-9.8 s                                         | 9.3-9.6 s                                         | 8.9 s                                             |
| Velocidad máxima               | 183 km/h                                      | 184 km/h                                      | 191-194 km/h                                      | 198-200 km/h                                      | 204-207 km/h                                      | 206-208 km/h                                      | 211-215 km/h                                      |
| Consumo combinado (L/100 km/h) | 5.5                                           | 5.0-5.1                                       | 5.5-6.0                                           | 5.0-5.7                                           | 5.8-5.9                                           | 5.8-5.9                                           | 5.3-5.8                                           |